# Messier 106
Messier 106 (còn được gọi là NGC 4258) là một thiên hà xoắn ốc trung gian trong chòm sao Lạp Khuyển. Nó được Pierre Méchain phát hiện vào năm 1781. M106 nằm cách Trái Đất khoảng 22 đến 25 triệu năm ánh sáng. M106 chứa một nhân hoạt động được phân loại là Seyfert Loại 2, và sự hiện diện của một lỗ đen siêu lớn trung tâm đã được chứng minh từ các quan sát bước sóng vô tuyến về sự tự quay của một đĩa khí phân tử quay trong phạm vi 1 năm ánh sáng xung quanh lỗ đen này. NGC 4217 có thể là thiên hà đồng hành của Messier 106. Một siêu tân tinh loại II đã được quan sát trong M106 vào tháng 5 năm 2014.

## Đặc điểm
M106 có megamaser hơi nước (tương đương với laser hoạt động ở mức vi sóng thay vì ánh sáng nhìn thấy và ở quy mô thiên hà) được nhìn thấy tại vạch22-GHz của ortho-H 2O, cho thấy khí phân tử dày đặc và nóng. Những hơi nước này mang lại cho M106 màu tía đặc trưng của nó. Maser nước là hữu ích trong quan sát các đĩa bồi tụ hạt nhân trong các thiên hà hoạt động. Các maser nước trong M106 cho phép lần đầu tiên đo đạc trực tiếp khoảng cách đến thiên hà này, từ đó cung cấp một mốc độc lập cho thang khoảng cách vũ trụ. M106 có một đĩa Kepler hơi cong, mỏng, gờ mỏng kích thước cỡ thang đo dưới parsec. Nó bao quanh một vùng trung tâm với khối lượng 4 × 107 M ⊙.
Nó là một trong những thiên hà cận kề lớn nhất và sáng nhất, có kích thước và độ sáng tương tự như thiên hà Tiên Nữ (Andromeda). Lỗ đen siêu lớn ở lõi có khối lượng 3,9±0,1 × 107 M⊙ 
M106 cũng có vai trò quan trọng trong việc hiệu chỉnh thang khoảng cách vũ trụ. Trước đây, các sao biến quang Cepheid từ các thiên hà khác không thể sử dụng để đo khoảng cách vì chúng bao phủ các phạm vi kim loại khác với của Ngân Hà. M106 chứa các sao biến quang Cepheid tương tự về độ kim loại như của cả sao biến quang Cepheid thuộc Ngân Hà lẫn các sao biến quang Cepheid thuộc các thiên hà khác. Bằng cách đo khoảng cách của các sao biến quang Cepheid với các độ kim loại tương tự như của Ngân Hà, các nhà thiên văn học có thể hiệu chỉnh lại các sao biến quang Cepheid khác với các độ kim loại khác biệt, một bước cơ bản quan trọng trong việc cải thiện định lượng khoảng cách đến các thiên hà khác trong vũ trụ.

## Thư viện ảnh

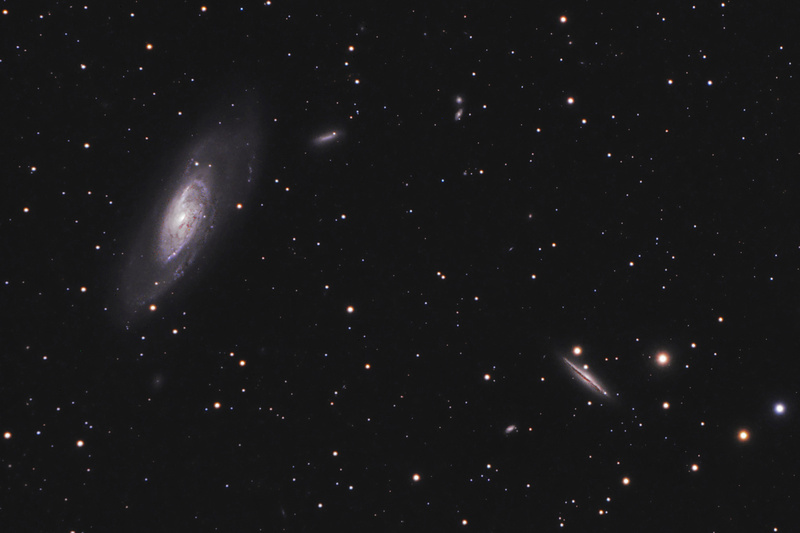
Messier 106 (trái) với thiên hà đồng hành có thể NGC 4217 (phía dưới bên phải).
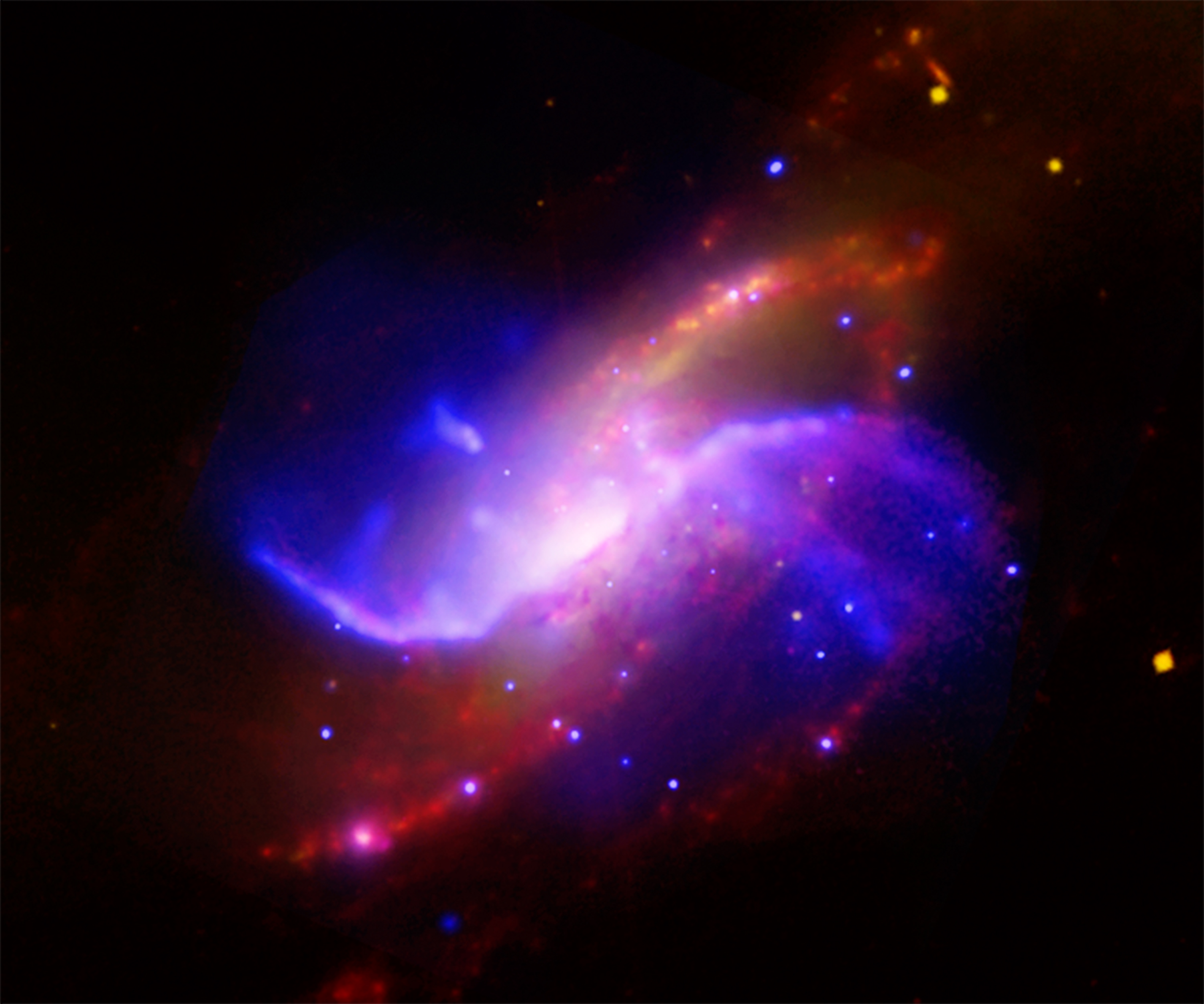
Hình ảnh tổng hợp từ quan sát vô tuyến, hồng ngoại, ánh sáng nhìn thấy và tia X. Tia X: xanh lam. Ánh sáng nhìn thấy: Vàng. Hồng ngoại: Đỏ. Vô tuyến: Tía.